# Campeonato Mundial de Halterofilia de 2022
El LXXXVII Campeonato Mundial de Halterofilia se celebró en Bogotá (Colombia) entre el 5 y el 16 de diciembre de 2022 bajo la organización de la Federación Internacional de Halterofilia (IWF) y la Federación Colombiana de Halterofilia.
Las competiciones se realizaron en la Gran Carpa Américas Corferias de la capital colombiana. 
Inicialmente, el campeonato iba a diputarse en la ciudad china de Chongqing, pero debido a la pandemia de COVID-19 la federación de este país declinó la organización.
Los halterófilos de Rusia y Bielorrusia fueron excluidos de este campeonato debido a la invasión rusa de Ucrania.

## Calendario
| Fecha→ Cat. ↓ | Lu 05 | Ma 06 | Mi 07 | Ju 08 | Vi 09 | Sá 10 | Do 11 | Lu 12 | Ma 13 | Mi 14 | Ju 15 | Vi 16 |
| ------------- | ----- | ----- | ----- | ----- | ----- | ----- | ----- | ----- | ----- | ----- | ----- | ----- |
| 55 kg         |       | ●     |       |       |       |       |       |       |       |       |       |       |
| 61 kg         |       |       | ●     |       |       |       |       |       |       |       |       |       |
| 67 kg         |       |       |       |       | ●     |       |       |       |       |       |       |       |
| 73 kg         |       |       |       |       | ●     |       |       |       |       |       |       |       |
| 81 kg         |       |       |       |       |       |       | ●     |       |       |       |       |       |
| 89 kg         |       |       |       |       |       |       | ●     |       |       |       |       |       |
| 96 kg         |       |       |       |       |       |       |       | ●     |       |       |       |       |
| 102 kg        |       |       |       |       |       |       |       |       | ●     |       |       |       |
| 109 kg        |       |       |       |       |       |       |       |       |       |       | ●     |       |
| +109 kg       |       |       |       |       |       |       |       |       |       |       |       | ●     |

| Fecha→ Cat. ↓ | Lu 05 | Ma 06 | Mi 07 | Ju 08 | Vi 09 | Sá 10 | Do 11 | Lu 12 | Ma 13 | Mi 14 | Ju 15 | Vi 16 |
| ------------- | ----- | ----- | ----- | ----- | ----- | ----- | ----- | ----- | ----- | ----- | ----- | ----- |
| 45 kg         | ●     |       |       |       |       |       |       |       |       |       |       |       |
| 49 kg         |       | ●     |       |       |       |       |       |       |       |       |       |       |
| 55 kg         |       |       | ●     |       |       |       |       |       |       |       |       |       |
| 59 kg         |       |       |       | ●     |       |       |       |       |       |       |       |       |
| 64 kg         |       |       |       |       |       | ●     |       |       |       |       |       |       |
| 71 kg         |       |       |       |       |       |       |       | ●     |       |       |       |       |
| 76 kg         |       |       |       |       |       |       |       |       | ●     |       |       |       |
| 81 kg         |       |       |       |       |       |       |       |       |       | ●     |       |       |
| 87 kg         |       |       |       |       |       |       |       |       |       | ●     |       |       |
| +87 kg        |       |       |       |       |       |       |       |       |       |       | ●     |       |

## Medallistas

### Masculino
| Evento          | Oro                                                      | Plata                                             | Bronce                                             |
| --------------- | -------------------------------------------------------- | ------------------------------------------------- | -------------------------------------------------- |
| 55 kg (06.12)   | Theerapong Silachai Tailandia 117 + 148 = 265            | Ngô Sơn Đỉnh Vietnam 117 + 143 = 260              | Kim Yong-Ho Corea del Sur 115 + 145 = 260          |
| 61 kg (07.12)   | Li Fabin China 137 + 175 = 312                           | Eko Yuli Irawan Indonesia 135 + 165 = 300         | He Yueji China 136 + 160 = 296                     |
| 67 kg (09.12)   | Francisco Mosquera Valencia · Colombia · 143 + 182 = 325 | Chen Lijun China 148 + 176 = 324                  | Weeraphon Wichuma Tailandia 143 + 180 = 323        |
| 73 kg (09.12)   | Rahmat Abdullah Indonesia 152 + 200 = 352                | Rizki Juniansyah Indonesia 155 + 192 = 347        | Alexei Churkin · Kazajistán · 153 + 190 = 343      |
| 81 kg (11.12)   | Li Dayin China 171 + 201 = 372                           | Rejepbaý Rejepow Turkmenistán 164 + 202 = 366     | Kim Woo-Jae Corea del Sur 162 + 195 = 357          |
| 89 kg (11.12)   | Keydomar Vallenilla · Venezuela · 175 + 210 = 385        | Brayan Rodallegas · Colombia · 170 + 211 = 381    | Liu Huanhua China 166 + 215 = 381                  |
| 96 kg (12.12)   | Lesman Paredes Baréin 185 + 212 = 397                    | Nurguisa Adiletuly · Kazajistán · 174 + 209 = 383 | Jhor Moreno Torres · Colombia · 171 + 209 = 380    |
| 102 kg (13.12)  | Fares El-Baj Catar 174 + 217 = 391                       | Reza Dehdar Irán 177 + 213 = 390                  | Samvel Gasparian Armenia 175 + 214 = 389           |
| 109 kg (14.12)  | Ruslan Nurudinov Uzbekistán 177 + 220 = 397              | Guiorgui Chjeidze Georgia 170 + 219 = 389         | Rafael Cerro Castillo · Colombia · 171 + 214 = 388 |
| +109 kg (15.12) | Lasha Talajadze Georgia 215 + 251 = 466                  | Gor Minasian Baréin 212 + 250 = 462               | Varazdat Lalayan Armenia 215 + 246 = 461           |

1. 1 2 3  Arrancada (kg) + dos tiempos (kg) = total olímpico (kg).

### Femenino
| Evento         | Oro                                                | Plata                                            | Bronce                                                 |
| -------------- | -------------------------------------------------- | ------------------------------------------------ | ------------------------------------------------------ |
| 45 kg (05.12)  | Thanyathon Sukcharoen Tailandia 82 + 100 = 182     | Siriwimon Pramongkhol Tailandia 78 + 102 = 180   | Manuela Berrío Zuluaga · Colombia · 77 + 93 = 170      |
| 49 kg (06.12)  | Jiang Huihua China 93 + 113 = 206                  | Chanu Mirabai India 87 + 113 = 200               | Hou Zhihui China 89 + 109 = 198                        |
| 55 kg (07.12)  | Hidilyn Diaz Filipinas 93 + 114 = 207              | Rosalba Morales · Colombia · 89 + 110 = 199      | Ana López Ferrer · México · 90 + 108 = 198             |
| 59 kg (08.12)  | Yenny Álvarez Caicedo · Colombia · 101 + 133 = 234 | Kuo Hsing-Chun China Taipéi 102 + 130 = 232      | Maude Charron · Canadá · 103 + 128 = 231               |
| 64 kg (10.12)  | Pei Xinyi China 105 + 128 = 233                    | Rattanawan Wamalun Tailandia 101 + 126 = 227     | Nathalia Llamosa Mosquera · Colombia · 101 + 123 = 224 |
| 71 kg (12.12)  | Loredana Toma · Rumania · 119 + 137 = 256          | Zeng Tiantian China 113 + 140 = 253              | Angie Palacios Dájomes · Ecuador · 116 + 136 = 252     |
| 76 kg (13.12)  | Sara Ahmed · Egipto · 113 + 148 = 261              | Martha Ann Rogers Estados Unidos 109 + 138 = 247 | Kim Su-Hyeon Corea del Sur 108 + 137 = 245             |
| 81 kg (14.12)  | Liang Xiaomei China 118 +152 = 270                 | Wang Zhouyu China 115 +151 = 266                 | Tamara Salazar Arce · Ecuador · 114 + 148 = 262        |
| 87 kg (14.12)  | Solfrid Koanda · Noruega · 113 + 147 = 260         | Eileen Cikamatana Australia 109 + 140 = 249      | Tursunoy Jabborova Uzbekistán 112 + 129 = 241          |
| +87 kg (15.12) | Li Wenwen China 141 + 170 = 311                    | Emily Campbell Reino Unido 122 + 165 = 287       | Duangaksorn Chaidee Tailandia 126 + 160 = 286          |

1. 1 2 3  Arrancada (kg) + dos tiempos (kg) = total olímpico (kg).

## Medallero
| Núm. | País           | Oro | Plata | Bronce | Total |
| ---- | -------------- | --- | ----- | ------ | ----- |
| 1    | China          | 6   | 3     | 3      | 12    |
| 2    | Colombia       | 2   | 2     | 4      | 8     |
| 3    | Tailandia      | 2   | 2     | 2      | 6     |
| 4    | Indonesia      | 1   | 2     | 0      | 3     |
| 5    | Baréin         | 1   | 1     | 0      | 2     |
| 5    | Georgia        | 1   | 1     | 0      | 2     |
| 7    | Uzbekistán     | 1   | 0     | 1      | 2     |
| 8    | Catar          | 1   | 0     | 0      | 1     |
| 8    | Egipto         | 1   | 0     | 0      | 1     |
| 8    | Filipinas      | 1   | 0     | 0      | 1     |
| 8    | Noruega        | 1   | 0     | 0      | 1     |
| 8    | Rumania        | 1   | 0     | 0      | 1     |
| 8    | Venezuela      | 1   | 0     | 0      | 1     |
| 14   | Kazajistán     | 0   | 1     | 1      | 2     |
| 15   | Australia      | 0   | 1     | 0      | 1     |
| 15   | China Taipéi   | 0   | 1     | 0      | 1     |
| 15   | Estados Unidos | 0   | 1     | 0      | 1     |
| 15   | India          | 0   | 1     | 0      | 1     |
| 15   | Irán           | 0   | 1     | 0      | 1     |
| 15   | Reino Unido    | 0   | 1     | 0      | 1     |
| 15   | Turkmenistán   | 0   | 1     | 0      | 1     |
| 15   | Vietnam        | 0   | 1     | 0      | 1     |
| 23   | Corea del Sur  | 0   | 0     | 3      | 3     |
| 24   | Armenia        | 0   | 0     | 2      | 2     |
| 24   | Ecuador        | 0   | 0     | 2      | 2     |
| 26   | Canadá         | 0   | 0     | 1      | 1     |
| 26   | México         | 0   | 0     | 1      | 1     |
|      | TOTAL          | 20  | 20    | 20     | 60    |